# Castel Goffredo
Castel Goffredo est une commune italienne de la province de Mantoue, en Lombardie.

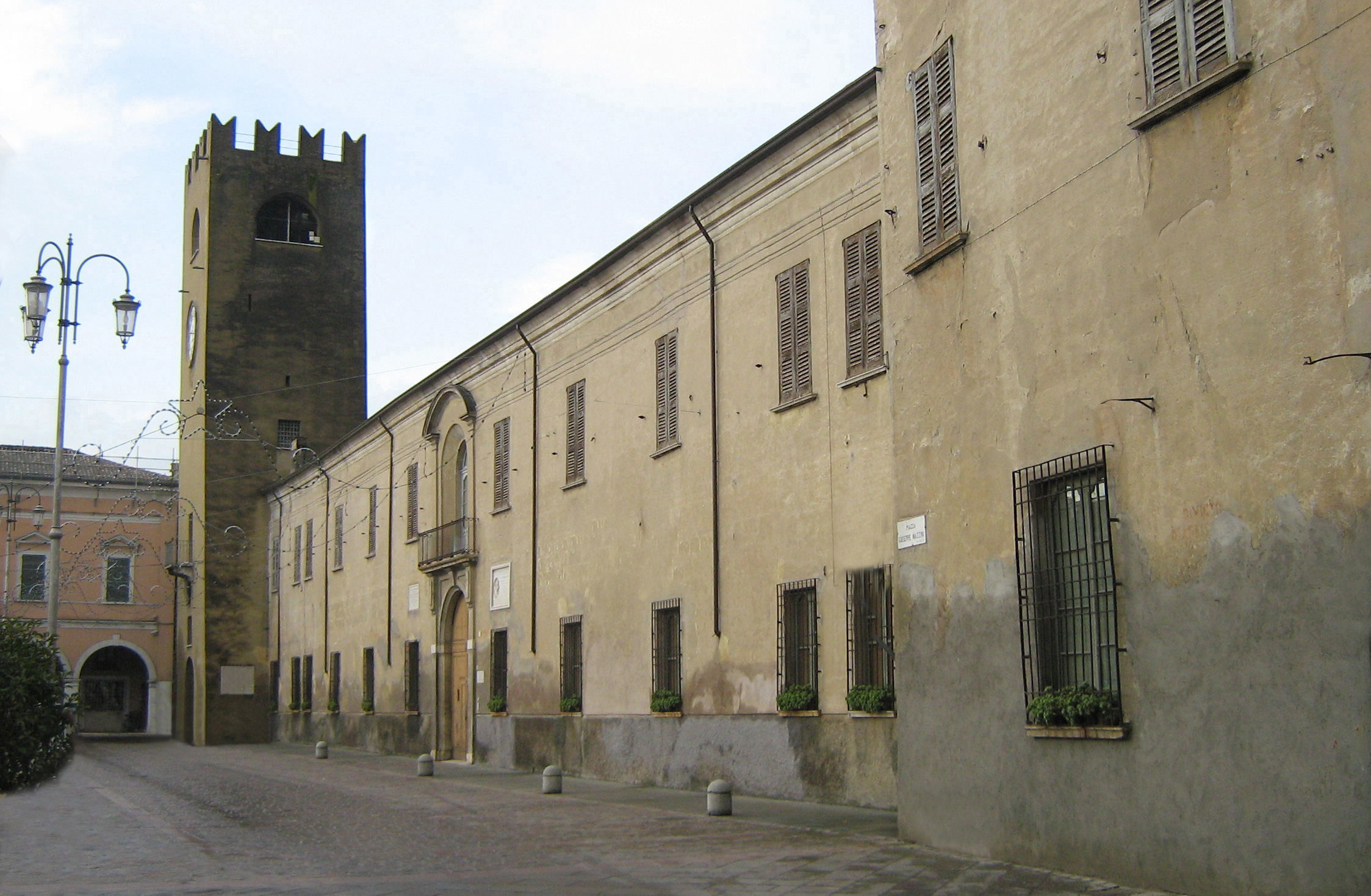
Palais Gonzague-Acerbi.

## Patrimoine
- Castelvecchio
- Palais Gonzaga-Acerbi (en Piazza Mazzini)
- Église de Saint Érasme
- Mairie de Castel Goffredo

## Gastronomie
- Tortelli amari de Castel Goffredo

## Personnalités nées à Castel Goffredo
- Giuseppe Acerbi (1773-1846), explorateur, naturaliste et archéologue.

- Giovanni Acerbi (1825-1869), patriote.

## Jumelages
- Piran (Slovénie) en 1993.

## Administration
| Période                                  | Période  | Identité             | Étiquette   | Qualité |
| ---------------------------------------- | -------- | -------------------- | ----------- | ------- |
| 2004                                     | 2007     | Anna Maria Cremonesi |             |         |
| 2007                                     | 2008     | Angelo Araldi        | Commissaire |         |
| 2008                                     | 2013     | Mauro Falchetti      | PdL         |         |
| 2013                                     | 2018     | Alfredo Posenato     |             |         |
| 2018                                     | 2023     | Achille Prignaca     |             |         |
| 2023                                     | En cours | Alfredo Posenato     |             |         |
| Les données manquantes sont à compléter. |          |                      |             |         |

### Hameaux
Berenzi, Bocchere, Casalpoglio, Poiano, Sant'Anna, Selvole, Villa, Zecchini, Lodolo, Perosso, Palanca.

### Communes limitrophes
Acquafredda (BS), Asola, Carpenedolo (BS), Casalmoro, Casaloldo, Castiglione delle Stiviere, Ceresara, Medole.

## Galerie de photos

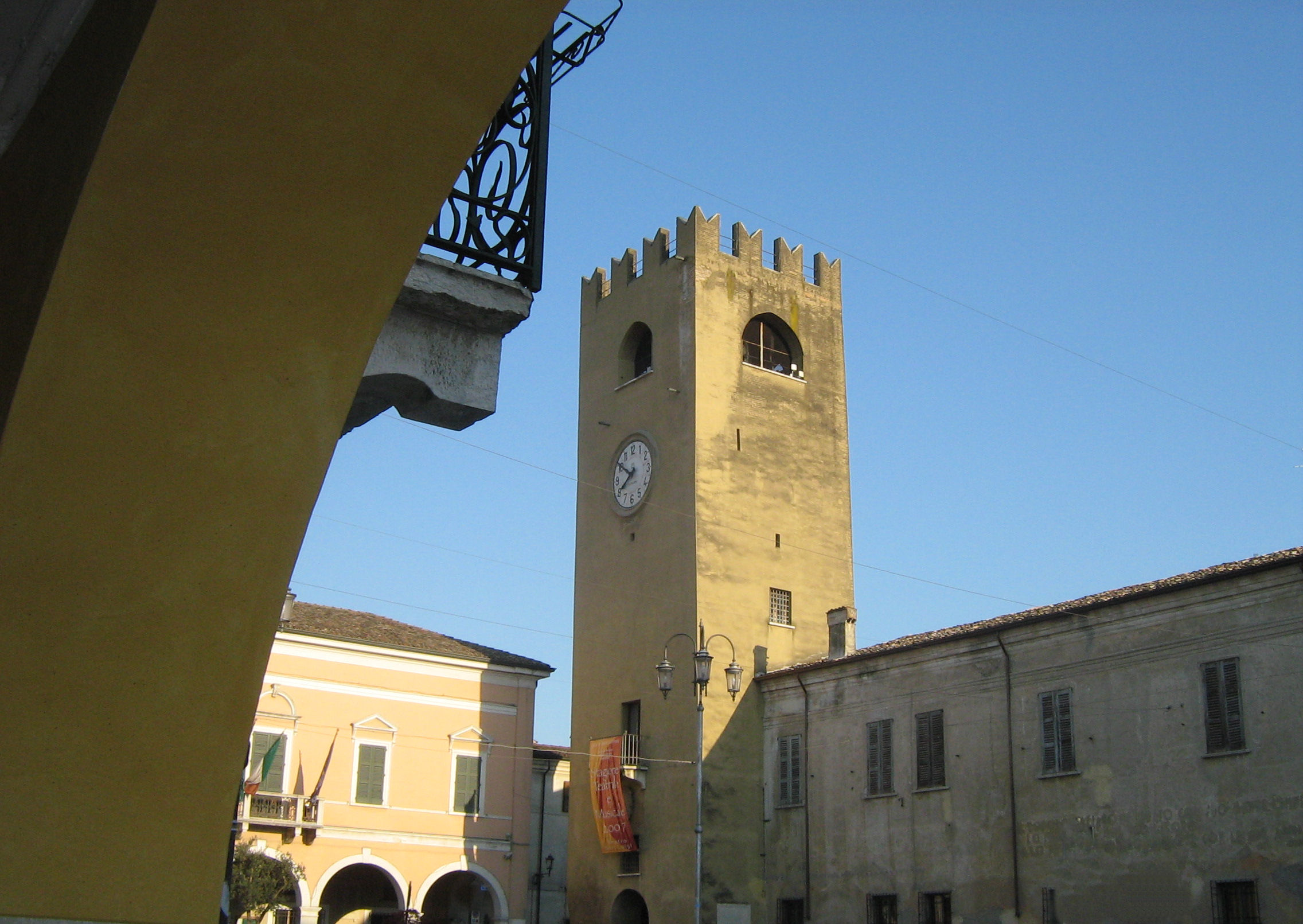
Place Mazzini et tour civique.
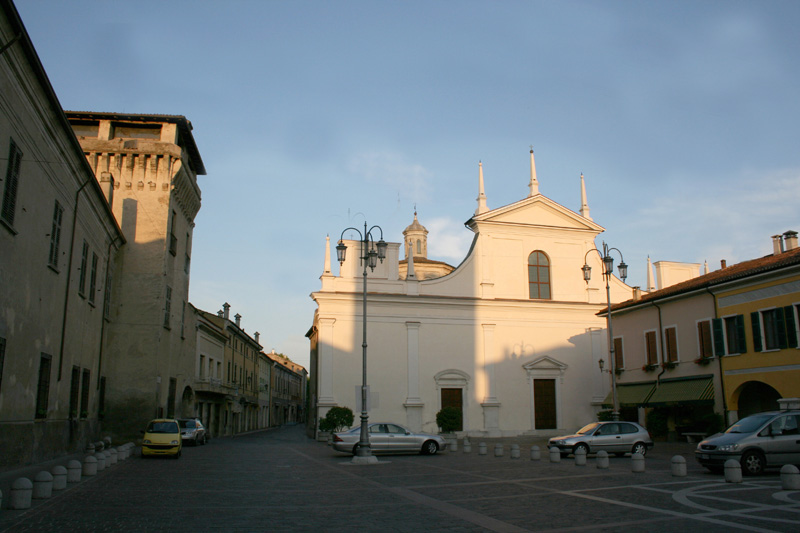
Place Mazzini et l'église de Saint Erasme.
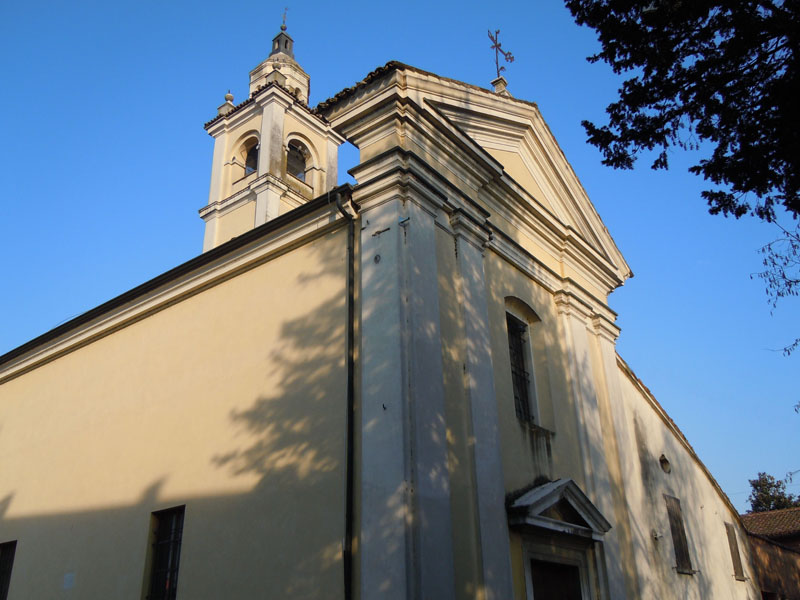
Église des Disciplini.
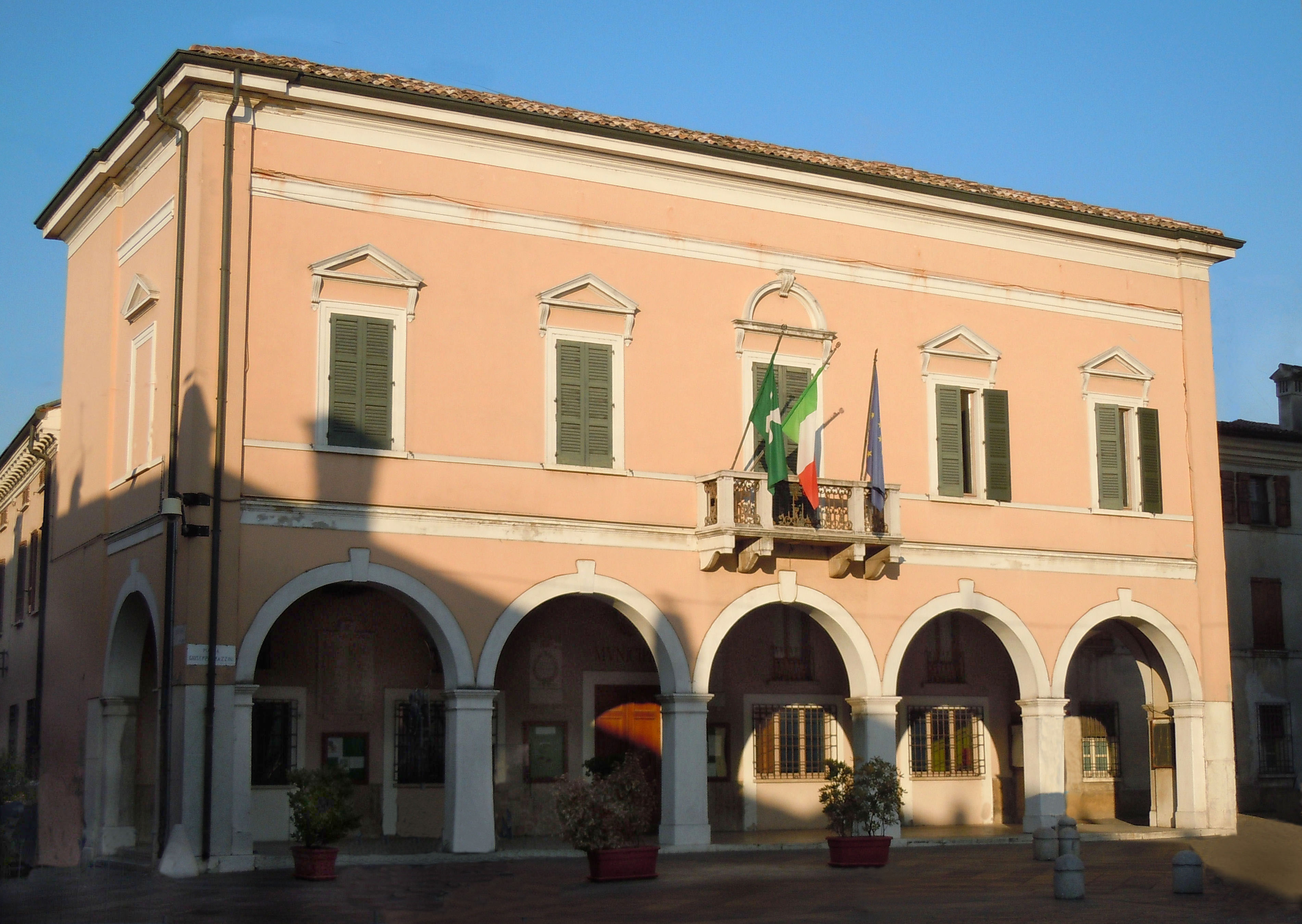
Mairie.
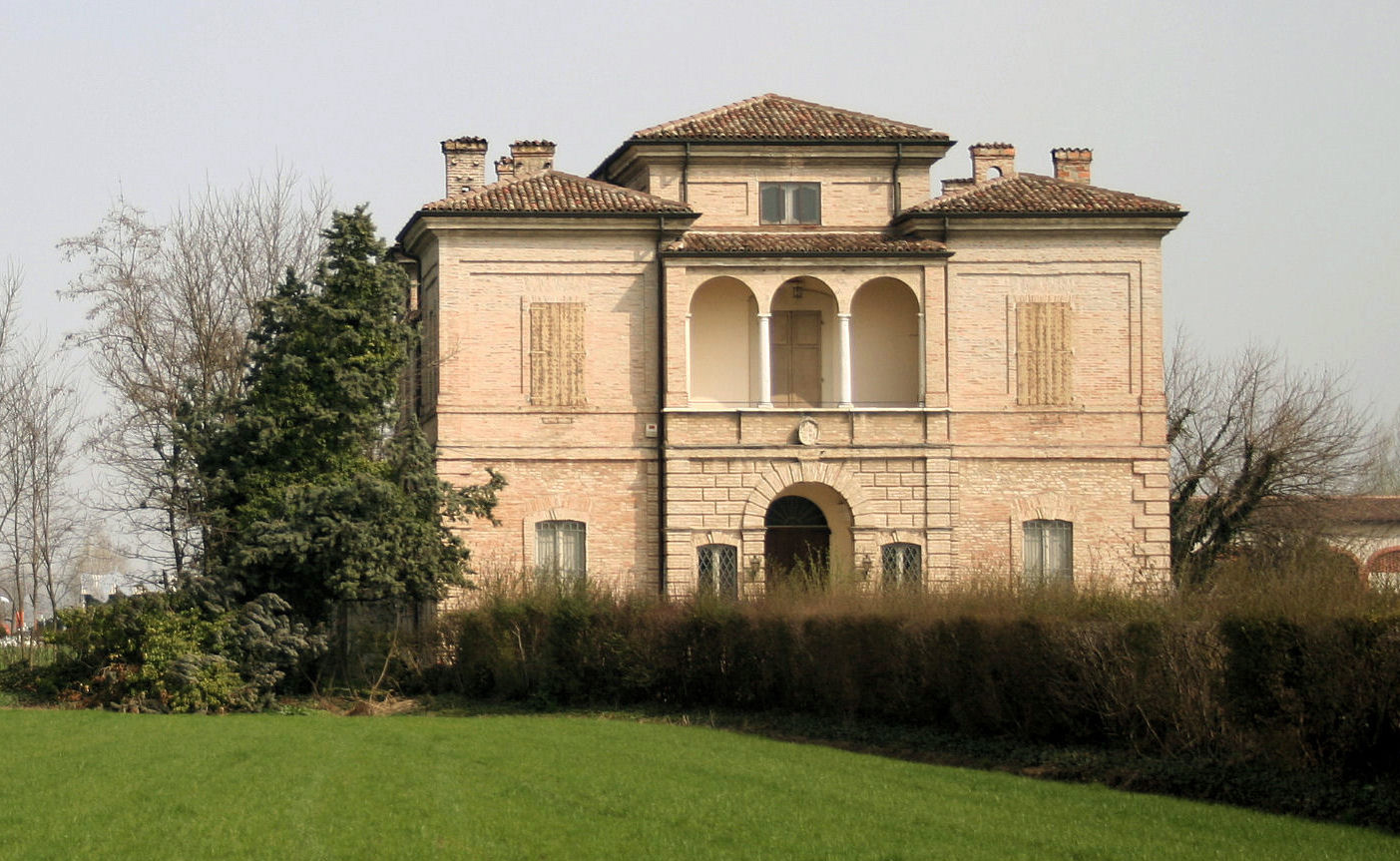
Villa Beffa.